# Leptasterias polaris
Leptasterias polaris is een zeester uit de familie Asteriidae.
De wetenschappelijke naam van de soort werd in 1842 gepubliceerd door Johannes Peter Müller & Franz Hermann Troschel.